# KDE alkalmazások listája
A KDE-re írt alkalmazások listáját kategóriák szerint csoportosítva tartalmazza ez a cikk. Az itt használt kategóriák jórészt megegyeznek azzal, amit a KDE is használ.

## Fejlesztés

### Szoftver fejlesztés
- Cervisia - CVS Frontend
- KAppTemplate - KDE sablon generátor
- KBugBuster - KDE hiba menedzsment eszköz
- KCachegrind - Profiler Frontend
- KDbg - Grafikus front-end a GNU Debuggerhez
- KDESvn - Grafikus subversion kliens
- KDevelop - Integrált fejlesztői környezet több programozási nyelvhez
- KDiff3 - Diff/Patch Frontend
- Kommander - Dinamikus dialógus editor
- Kompare - Diff/Patch Frontend
- KUIViewer - Qt Designer UI fájl nézegető
- Lokalize - nyílt forráskódú szoftverek különböző nyelvekre honosításához
- Massif Visualizer - Visualizer for Valgrind Massif data files[2]
- Umbrello - UML diagram szerkesztő alkalmazás

### Web fejlesztés
- KImageMapEditor – Linux/KDE applikáció, HTML Image Map szerkesztő. Ez a program a <map> címkén alapuló, HTML fájlba ágyazott képtérképek szerkesztője.[3]
- KLinkStatus – HTML link ellenőrző eszköz
- KXSLDbg – XSLT hibakereső / debugger
- Quanta Plus – IDE XML alapú nyelvekhez

## Oktatás
- Blinken - memóriafejlesztő játék
- Cantor - worksheet view to other Free Software Math packages. GUI frontend to Sage, Maxima, R and KAlgebra
- KAlgebra - A mathematical calculator based content markup MathML language
- Kalzium - digitális periódusos rendszer
- Kanagram - testreszabható anagramma játék
- KBruch - Program for generating tasks with vulgar fractions
- KGeography - a földrajz tanulását segítő program
- KHangMan - klasszikus akasztófa játék
- Kig - program a geometria felfedezésére
- Kiten - a japán nyelv tanulását segítő program
- KLettres - az abc és a szótagolás megtanulását segítő program (különböző nyelveken)
- KmPlot - matematikai függvény rajzoló
- KTouch - gyorsgépírás oktató program érintőképernyős billentyűzethez
- KTurtle - programozás alapjainak tanulása a teknőc segítségével
- KStars - planetárium alkalmazás (grafikusan megjeleníti az éjszakai égboltot)
- KWordQuiz - tanulókártyás oktató program (pl.: idegen nyelv tanulásnál szókincsbővítéshez)
- Marble - virtuális földgömb
- Parley - egy szókincs tréner, ami a Leitner-módszeren alapul
- Step - interaktív fizika szimulátor

### Tudomány
- Cirkuit - publikációk számára felhasználható számok generálása[4]
- KBibTeX - bibliográfia adatbázisok kezelése BibTeX formátumban
- Semantik - gondolati térképszerű eszköz dokumentum generálásra[5][6]
- Kst - rajzgép kezelő és adat megtekintő program
- RKWard - könnyen használható, transzparens előtét felület az R-hez

## Játékok
- Bomber - Arcade Bombing játék
- Bovo - ötöt egy sorba táblajáték
- Granatier - Bomberman klón
- Kajongg
- Kapman - Pac-Man klón
- KAtomic - A clone of the early 1990s commercial game Atomix
- KBattleship - Battleship KDE-re
- KBlackbox - Black-box logic game. Shoot rays into a black box to find some balls.
- KBlocks - Tetris klón
- KBounce - JezzBall klón KDE-re
- KBreakout - Breakout típusú játék
- KDiamond - Bejeweled típusú játék
- KFourInLine - Four-in-a-row Board Game
- KGoldrunner - Hunt Gold, Dodge Enemies and Solve Puzzles
- Kigo - Go táblajáték
- Kiriki - Yahtzee játék (kockapóker)
- KJumpingCube - A board game where players make boxes change color and try to succeed in taking over the board
- KLines - A clone of Lines
- KMahjongg- Mahjong solitaire
- KMines - aknakereső
- KNetWalk - egy játék melyben számítógépes hálózatot kell kiépíteni vezetékek forgatásával
- Knights - sakk[7]
- Kolf - golf játék
- Kollision - ügyességi játék
- Konquest - galaktikus stratégiai játék
- KPatience - pasziánsz kártyajáték
- KReversi - Othello/Reversi game
- KSame
- KShisen
- KsirK
- KSpaceDuel
- KSquares
- KSudoku - sudoku
- KTron
- KTuberling
- Kubrick - rubik kocka kirakó (3D)
- LsKat - Skat hadnagy (németül „Offiziersskat”) kártyajáték
- Palapeli - kirakós

### Egyéb
- AMOR - Amusing Misuse Of Resources. Desktop creature.
- KTeaTime - Tea főző időzítő
- KTux - képernyőkímélő
- KWeather - időjárás előrejelző

## Grafika
- DigiKam - digitális fotó rendező
- Gwenview - képnézegető
- Karbon14 - Scalable Graphics
- KColorChooser - szín választó
- KColorEdit - KDE Color Palette Editor
- KFax - fax néző
- KGrab - képernyőmentő
- KGraphViewer - A Graphviz dot graph nézegető
- KIconEdit - ikon szerkesztő
- Kolourpaint - Small bitmap graphics editor (Very similar to MSPaint)
- Konstruktor - LEGO CAD[8]
- KPhotoAlbum - digitális fotó és kép rendező
- KPovModeler - modellező  program a POV-Ray-hez
- Krita - digitális rajzprogram
- KRuler - képernyő vonalzó
- KSnapshot - képernyőmentő
- Kuickshow - képnézegető
- Okular - univerzális dokumentum megjelenítő
- Skanlite - képszkennelő

## Internet
- Aki - IRC kliens[9]
- Akregator - RSS Feed olvasó
- Arora - web böngésző
- Blogilo - KDE blog kliens[10]
- ChoqoK - Microblogging alkalmazás
- KFTPGrabber - grafikus FTP kliens
- KGet - Letöltésvezérlő
- KMail - e-mail kliens
- KMess - Azonnali üzenetküldő alkalmazás[11]
- KMLDonkey - grafikus frontend a MLDonkey-hoz
- KNemo - hálózat monitor
- KNetworkManager - hálózatkezelés beállítása grafikus felületen vezetékes és vezeték nélküli eszközök számára
- KNode - Usenet newsreader
- Konqueror - fájlkezelő és KHTML alapú böngésző
- Konversation - IRC kliens
- Kopete - Azonnali üzenetküldő alkalmazás
- KPPP - internetes betárcsázó eszköz
- KRDC - távoli asztal kliens
- KTorrent - BitTorrent kliens
- KVIrc - grafikus IRC kliens
- KVpnc - A GUI for various Virtual Private Network (VPN) clients
- Kwlan - vezeték nélküli helyi hálózati eszköz kezelő
- ownCloud - Egy nyílt, egyszemélyi felhő alkalmazás[12]
- Quassel IRC - IRC
- Rekonq - Qt-WebKit alapú webböngésző
- Smb4k - SMB/CIFS megosztás böngésző
- KHTML – internetes böngésző

## Multimédia
- Amarok - audió lejátszó és zene menedzser számos beépített funkcióval
- Audex - egyszerűen használható program audio CD-k beolvasásához
- Bangarang - multimédia lejátszó[13]
- Clementine - zenelejátszó (az Amarok program alapjain)
- Dragon Player - egyszerű multimédia lejátszó
- JuK - Jukebox and music manager
- K3b - CD és DVD író alkalmazás
- K9Copy - A DVD authoring program, similar to DVD Shrink
- Kaffeine - multimédia lejátszó
- Kamoso - képek és videók készítése webkamera segítségével[14]
- KAudioCreator - audio CD-k beolvasása[15]
- Kdenlive - videószerkesztő
- Kid3 - MP3, Ogg/Vorbis és FLAC fájlok tag-jeinek szerkesztése[16]
- KMediaFactory - A template based DVD authoring tool[17]
- KMid - MIDI and karaoke file (*.kar) player[18]
- KMix - Sound Mixer
- KMPlayer - video lejátszó plugin a Konqueror-hoz
- KoverArtist - egy program a borítók gyors létrehozásához CD/DVD tokokhoz és dobozokhoz[19]
- KPlayer - multimédia lejátszó és könyvtár
- KRadio - rádió alkalmazás internetes és AM/FM állomásokhoz[20]
- KsCD - CD lejátszó
- Kubeplayer - videolejátszó online videókhoz[21]
- RecordItNow - Record desktop[22]
- Rosegarden - a digital audio workstation program
- soundKonverter - a frontend to various audio converters

## Irodai alkalmazások
- KOffice – irodai alkalmazáscsomag
- Flow - folyamatábrák és diagramok készítése
- KEuroCalc - valuta váltása és számítása
- Kexi - integrált fejlesztői környezet adatok kezeléséhez
- Kile - integrált LaTeX környezet
- KMyMoney - személyes pénzügyek vezetése
- Kraft - Document creation for Small Businesses[23]
- Skrooge - személyes pénzügyi menedzser KDE SC 4-hez[24]
- Plan - hatékony projektmenedzsment eszköz
- Stage - bemutató készítő
- LabPlot - A data plotting and analysis tool
- LemonPOS - A point of sales application for small and mid-size business[25]
- Tables - Spreadsheet
- Tellico - gyűjtemények kezelése (pl. könyv, videó, zene, bor vagy bármi más)
- Words - szövegszerkesztő
- KWord – szövegszerkesztő
- KSpread – táblázatkezelő
- KPresenter – bemutató készítő

### Személyes információ kezelés
- KAddressBook - kontaktok kezelése
- Kontact - személyes információ kezelő és csoport munka támogató eszköz
- KonsoleKalendar - naptár adminisztrációs alkalmazás
- KOrganizer - naptár és időpont kezelő alkalmazás
- KDE Connect – okostelefon, táblagép, laptopokkal való végponti titkosítást megvalósító teljeskörű információcserét tesz lehetővé [26]

## Rendszer
- Dolphin - a KDE 4.x, 5.x verziók alapértelmezett fájlkezelője
- Filelight - megmutatja a lemezterület használatát koncentrikus tortadiagramok rajzolásával
- KAppfinder - menü frissítési eszköz
- katimon - nem hivatalos ATI grafikus kártya hőmérséklet monitora
- KBluetooth - Bluetooth kapcsolatok
- KCron - alkalmazás programok időzítéséhez, melyek a háttérben fognak futni Cron segítségével
- KDE Partition Manager - partíció szerkesztő
- KDE System Guard - kibővített feladatkezelő és rendszer monitor
- KDM - belépés menedzser
- KDiskFree - lemez terület információ
- KDirStat - grafikus lemez használati eszköz
- KInfoCenter - információk a számítógépről
- Konsole - terminál emulátor
- Krfb - desktop megosztások
- Krusader - kétpaneles fájlkezelő
- KPackageKit - csomagkezelő számtalan formátum támogatásával (pl. .deb, .rpm)
- KSystemLog - rendszer log nézegető
- KUser - felhasználó kezelő
- KWallet - biztonságos jelszó kezelő
- Printer Applet - rendszer ikon a tálán nyomtatási feladatok kezeléséhez
- System Settings - rendszer beállítások
- Yakuake - Quake-stílusú terminál emulátor

## Segédprogramok
- Ark - archiváló
- BasKet Note Pads - Advanced multi-purpose note-taking application
- KAlarm - személyes riasztási üzenet, parancs és e-mail ütemező
- Kate - fejlett szövegszerkesztő fejlesztők számára
- KBarcode4-light - egyszerű vonalkód generáló
- KCalc - számológép
- KCharSelect - karakter választó (karakterek kiválasztása az összes telepített betűtípusból és vágólapra másolása)
- KFileReplace - fájlok és mappák keresése, illetve helyettesítése
- KFind - fájlok és mappák keresése
- KFloppy - floppy formázó
- KGPG - Graphical frontend for GnuPG
- Kjots - egyszerű jegyzetelő alkalmazás
- Kleopatra - Certificate Manager and Unified Crypto GUI
- KNotes - digitális cetlik írása
- KRename - fájlok és könyvtárak csoportos átnevezése
- KRecipes - szakácskönyv
- KRemoteControl - távirányítók kezelése
- Krusader - kétpaneles fájlkezelő
- KSaoLaJi - Advanced System Cleaner[27]
- KTimer - Countdown Launcher
- KTimeTracker - személyes időmenedzselést segítő program
- KWrite - pehelysúlyú szövegszerkesztő
- Okteta - Hex Editor
- RSIBreak - Makes sure you rest now and then
- SuperKaramba - Desktop applets program
- Sweeper - System Cleaner

### Elérhetőség
- KMag - Képernyő nagyítás
- KMouseTool - Automatikus egér Click
- KMouth - beszédszintetizátor
- Jovie - KDE szöveg kimondó háttér alkalmazás

## Nem folytatott
- Apollon
- KFoulEggs - Puyo Puyo játék
- Klickety - puzzle játék
- KSirtet - Tetris játék
- KGhostView - pdf/ps fájl megtekintő
- KPDF - PDF megtekintő
- KView - képnéző
- ShowImg - képnéző
- KMyFirewall - Firewall configuration frontend
- KNetLoad - Network load graph viewer
- KNC - a graphical orthodox file manager
- ARts Builder - Application for building custom mixers, synthesizers, etc.
- kdetv - TV néző
- KSubtile - Subtitle editor
- Noatun - multimédia lejátszó
- TaskJuggler - Powerful project management tool
- KDissert - mindmapping-like application to aid in creating general purpose documents
- KNoda - Integrated Environment for Managing Data
- KMobileTools - mobiltelefon menedzselő
- KDE Control Center - Centralised system configuration tool
- KlamAV - ClamAV antivírus program KDE-re
- KWorldClock - kijelzi az aktuális időt a Föld bármely pontjára
- Kodo - Measure how far you move your mouse.
- KHexEdit - A Hex Editor
- Kooka - szkenner segédprogram
- Ktnef - A utility for opening "winmail.dat" attachments generated by Microsoft Outlook
- KBarcode - vonalkód- és címkenyomtató eszköz
- KXML Editor - XML szerkesztő
- KDict - Advanced graphical client for the DICT protocol.
- KNetStats - hálózati kapcsolatok folyamatainak monitorozása
- KLogWatch - Netfilter log file monitor
- Knmap - nmap frontend KDE-hez
- KEdit - egyszerű szövegszerkesztő néhány alapfunkcióval - hasonló a Windows' Notepad-hoz
- KLibido - a news client
- KLAid - Study tool that pops up flashcards while you're using the PC
- Konjue - Tool to conjugate and deconjugate French verbs
- Kuake -  terminál emulátor
- Komposé - a fullscreen task switcher
- Katapult - alkalmazásindító
- KTechlab - an IDE for electronic and PIC microcontroller circuit design and simulation
- KEduca - an educational software
- Mailody - e-mail kliens
- KXDocker - alkalmazásindító
- KBFX - alkalmazásindító
- QtParted - partíció szerkesztő
- KVerbos - Application specially designed to study Spanish verb forms